# 5088 Tancredi
Tancredi (asteróide 5088) é um asteróide da cintura principal, a 2,6259508 UA. Possui uma excentricidade de 0,1546685 e um período orbital de 1 999,79 dias (5,48 anos).
Tancredi tem uma velocidade orbital média de 16,89907666 km/s e uma inclinação de 0,58597º.
Este asteróide foi descoberto em 22 de Agosto de 1979 por Claes Lagerkvist.